# Антонетти, Лоренцо
Лоренцо Антонетти (итал. Lorenzo Antonetti; 31 июля 1922, Романьяно-Сезия, королевство Италия — 10 апреля 2013, Новара, Италия) — итальянский куриальный кардинал и ватиканский дипломат. Титулярный архиепископ Розелле с 23 февраля 1968 по 21 февраля 1998. Апостольский нунций в Никарагуа и Гондурасе с 24 февраля 1968 по 29 июня 1973. Апостольский про-нунций в Заире с 29 июня 1973 по 15 июня 1977. Секретарь Администрации церковного имущества Святого Престола с 15 июня 1977 по 23 сентября 1988. Апостольский нунций во Франции с 23 сентября 1988 по 24 июня 1995. Про-председатель Администрации церковного имущества Святого Престола с 24 июня 1995 по 23 февраля 1998. Председатель Администрации церковного имущества Святого Престола с 23 февраля по 5 ноября 1998. Кардинал-дьякон с титулярной диаконией Сант-Аньезе-ин-Агоне с 21 февраля 1998 по 1 марта 2008. Кардинал-священник с титулом церкви pro hac vice Сант-Аньезе-ин-Агоне с 1 марта 2008.